# ستریتژ (منطقه تربیچ)
ستریتژ (به چکی: Střítež) یک منطقهٔ مسکونی در جمهوری چک است که در منطقه تربیچ واقع شده‌است. ستریتژ ۷٫۵۶ کیلومتر مربع مساحت و ۴۹۲ نفر جمعیت دارد و ۴۸۸ متر بالاتر از سطح دریا واقع شده‌است.